# Cucullia canariensis
Cucullia canariensis là một loài bướm đêm trong họ Noctuidae.